# Броненосцы типа «Суифтшюр» (1903)
Броненосцы типа «Свифтшур» (англ. Swiftsure class battleships) — серия британских эскадренных броненосцев 1900-х годов. Первоначально строились для чилийского флота, заказавшего их для противодействия новым броненосным крейсерам Аргентины. Однако с окончанием кризисной ситуации в конфликте между Чили и Аргентиной, обе стороны отказались от достройки своих новых кораблей и броненосцы были выставлены Чили на продажу. Чтобы избежать возможной покупки кораблей Россией, британским правительством было принято решение приобрести корабли для собственного флота.

## Предыстория
История наиболее необычных броненосцев британского флота «Свифтшур» и «Трайемф» начинается в 1901 году, когда, из-за пограничного спора, отношения между Чили и Аргентиной стали особенно напряженными. В то время чилийский флот располагал уже старым броненосцем «Капитан Прат» и двумя достаточно современными броненосными крейсерами «Эсмеральда» и «О’Хиггинс». Аргентина же имела четыре однотипных броненосных крейсера итальянской постройки типа «Гарибальди» и заказала ещё два таких корабля — «Морено» и «Ривадавия» (будущие «Касуга» и «Ниссин»). Чилийцы для достижения паритета решили построить два броненосца. Последние были заточены на борьбу с аргентинскими броненосными крейсерами и должны были превосходить их по всем характеристикам, в том числе и по скорости. Исходным ограничением проекта была возможность доковаться в Талькауано. Готовых кораблей, удовлетворявших таким требованиям, не было, и потому их надо было проектировать с нуля. Чилийцы обратились к британским кораблестроителям, а на Средиземном море с подобной задачей столкнулись кораблестроители Австрии, разрабатывая для борьбы с итальянскими крейсерами типа «Гарибальди» броненосцы типа «Габсбург».

## Конструкция

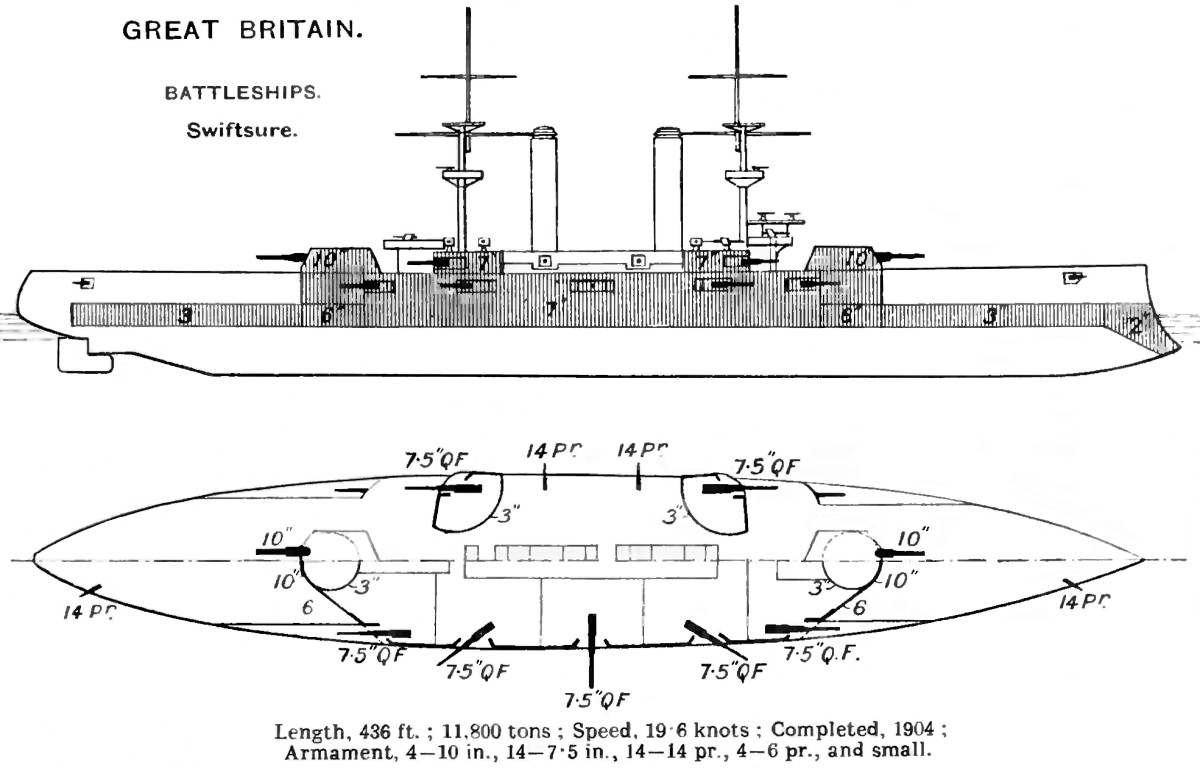
Броненосцы типа «Свифтшур». Схема.

Броненосцы типа «Свифтшур» были сравнительно легко вооружены и имели небольшие по британским стандартам размеры, были бронированы аналогично броненосцам типа «Дункан», однако имели бо́льшую скорость и сравнительно мощную артиллерию среднего калибра, но главный калибр был всего лишь 254 мм, поэтому были приняты на вооружение как броненосцы II ранга; последними кораблями британского флота, отнесёнными ранее к этому классу, были броненосцы типа «Центурион» и «Ринаун», вступившие в строй десятью годами ранее.
После переработки под британский стандарт нормальное проектное водоизмещение составило 11 800 дл. т, фактическое для «Свифтшура» — 11 740 дл. т (11 928 т) и 11 985 т для «Трайемфа», полное — 13 432 дл. т («Свифтшур») и 13 640 дл. т («Трайемф»).
Размерения: длина между перпендикулярами — 132,89 м, длина по ватерлинии — 140,97 м, длина наибольшая — 144,86 м («Свифтшур») и 146,23 м («Трайемф»); ширина — 21,67 м; осадка в среднем грузу — 7,51 м («Свифтшур»), 7,72 м («Трайемф»), осадка в полном грузу — 8,31 м; высота корпуса от киля до верхней палубы — 12,83 м, высота надводного борта при проектной осадке — 6,71 м (нос), 5,18 м (мидель) и, 5,79 м (корма).
Погружение: 1 дюйм осадки на 53,79 тонны нагрузки.

### Силовая установка
Машины и котлы изготовлены: «Трайэмф» — «Виккерс», «Свифтшур» — «Хамфрейз энд Тэннант», мощность 12 500 л. с., скорость хода 19 узлов, двенадцать толстотрубных котлов Ярроу. Запас топлива: нормальный 800 дл. тонн, полный 2000 дл. тонн.
Дальность хода 3360 морских миль 17,6-узловым ходом, 6250 морских миль 10-узловым ходом.
«Свифтшур» и «Трайемф» стали первыми британскими броненосцами, развившими на испытаниях более 20 узлов.

## Служба
Ранние годы корабли этого типа провели последовательно в составе Флота метрополии, Флота Канала и Средиземноморского флота, а в 1913 году были переведены на Дальний Восток, где их и застало начало Первой мировой войны. «Трайемф» в январе 1915 года был переведён на Средиземное море и участвовал в Дарданелльской операции, в ходе которой был потоплен германской подлодкой U-21. «Свифтшур» действовал в Красном море и Индийском океане, а затем — у бельгийского побережья. С окончанием войны «Свифтшур», как и другие устаревшие броненосцы, был выведен в резерв и использовался в качестве корабля-цели, прежде чем быть окончательно отправленным на слом в 1920 году.

## Представители
| Название                                                        | Верфь                      | Закладка        | Спуск на воду  | Вступление в строй | Судьба                                          |
| --------------------------------------------------------------- | -------------------------- | --------------- | -------------- | ------------------ | ----------------------------------------------- |
| «Свифтшур» Swiftsure при закладке — «Конститусьон» Constitucion | Armstrong, Elswick         | 26 февраля 1902 | 12 января 1903 | июнь 1904          | продан на слом в 1920                           |
| «Трайемф» Triumph при закладке — «Либертад» Libertad            | Vickers, Барроу-ин-Фернесс | 26 февраля 1902 | 15 января 1903 | июнь 1904          | потоплен подлодкой U-21 у Дарданелл 25 мая 1915 |